# Douis
Douis là một đô thị thuộc tỉnh Djelfa, Algérie. Dân số thời điểm năm 2002 là 10.356 người.